# Bailya parva
Bailya parva is een soort in de klasse van de Gastropoda (Slakken).
Het dier komt uit het geslacht Bailya en behoort tot de familie Buccinidae. Bailya parva werd in 1850 beschreven door C. B. Adams.